# Émile Boutroux
Étienne Émile Marie Boutroux, född 28 juli 1845, död 22 november 1921, var en fransk filosof. Han var far till matematikern Pierre Boutroux.
Boutrox blev professor vid Sorbonne 1888, och var även lärare vid École normale supérieure. Han invaldes i Franska Akademien 1912. Som tänkare fortsatte Boutrox den dynamiska spiritualism, som Maine de Biran, Felix Ravaisson-Mollien och Henri Bergson företräder. I sin filosofi utövade han ett stort inflytande över personer som Henri Bergson, Maurice Blondel, Gaston Milhaud, Léon Brunschvicg, Octave Hamelin och Edouard Le Roy.
Bland hans verk märks De la contingece des lois de la nature (1874, 4:e upplagan 1902), De l'idée de la loi naturelle dans la science et la philosophie contemporaine (1895), samt de populärvetenskapliga Science et religion dans la philosophie contemporaine (1908, svensk översättning Vetenskap och religion i nutida filosofi 2 band, 1917-18). Dessutom skrev han inom filosofihistoriens område biografier över Blaise Pascal (1900) och William James (1911).